# Музей толерантности (Иерусалим)

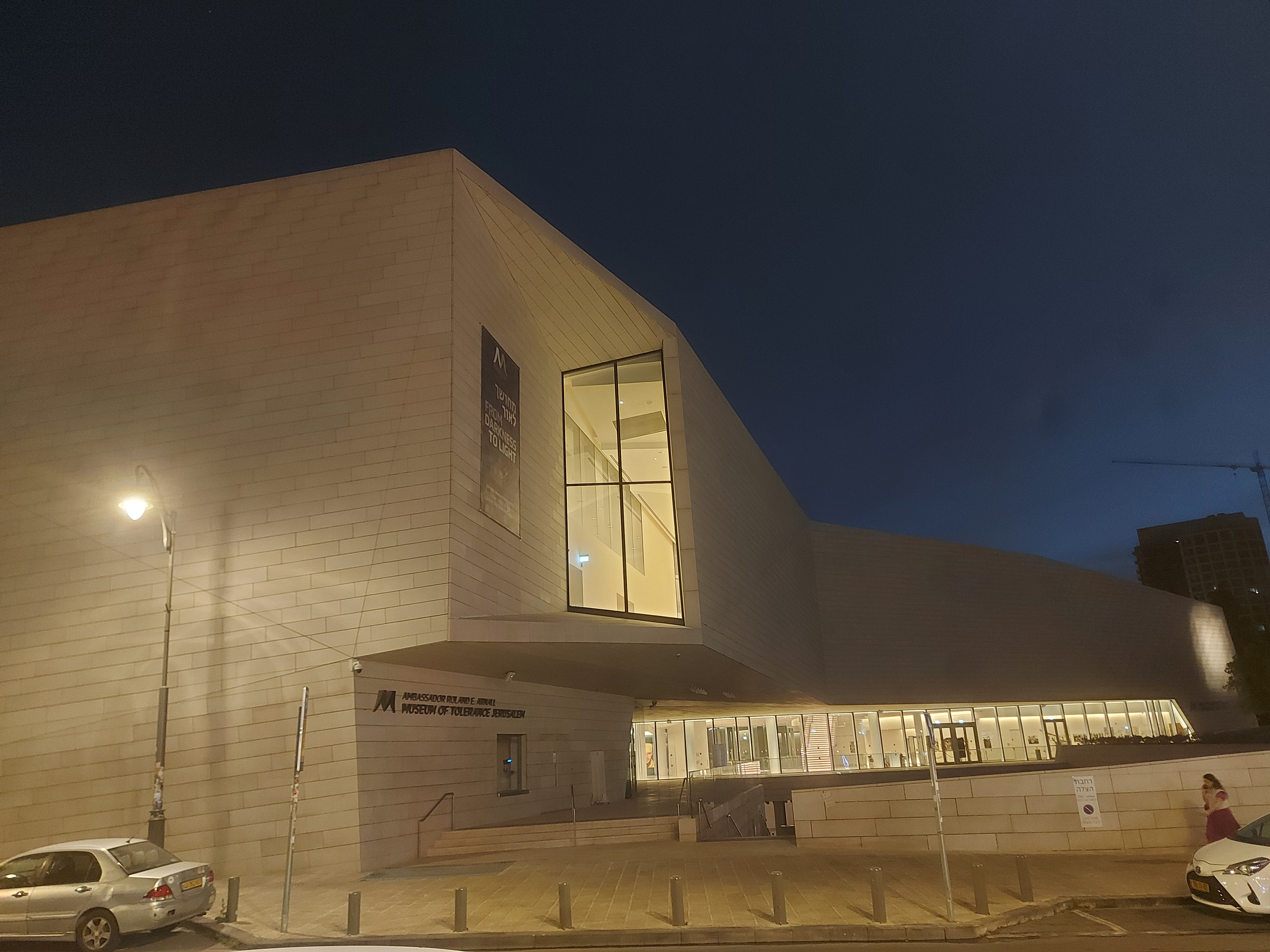
Музей толерантности в Иерусалиме вечером, вид с улицы Бен Сира

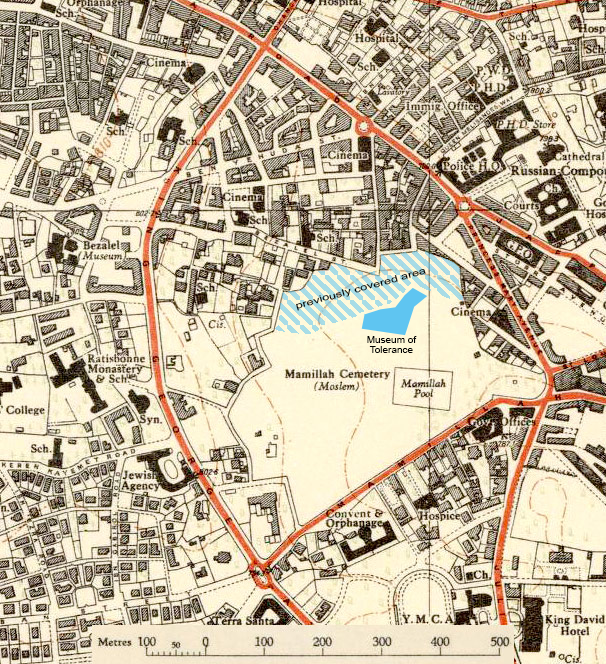
Музей толерантности относительно границ кладбища Мамила 1946 года. Заштрихованная область и часть сплошной синей области уже были покрыты зданиями или тротуарами до того, как был построен Музей толерантности.

Музей толерантности в Иерусалиме (ивр. מוזיאון הסובלנות ירושלים‎) — музей, конференц-центр и развлекательное заведение в центре Иерусалима. Строительство музея вызвало споры из-за его вторжения на кладбище Мамила, многовековое мусульманское место захоронения.

## История
Кампус площадью три акра и 185 000 квадратных футов расположен в центре Западного Иерусалима, между площадью Сион и районом Мамила. Строительство началось в 2004 году, но из-за возражений по планированию потребовались изменения.
Завершённый комплекс будет включать в себя сад, открытый амфитеатр на 1000 мест, крытый театр на 400 мест, два музея, аудитории и лекционные залы, включая лекционный зал на 800 мест и банкетный зал на 500 мест. Из музея открывается вид на кладбище Мамила, существовавшее ещё во времена крестовых походов. Во время строительства были обнаружены человеческие останки.
Два музея, один для детей и один для взрослых, будут изучать концепцию толерантности в израильском обществе. Они рассмотрят такие темы, как толерантность в спорте, а также системах здравоохранения и образования. По данным Центра Симона Визенталя, музей будет заниматься «глобальным антисемитизмом, экстремизмом, ненавистью, человеческим достоинством и ответственностью, а также способствовать единству и уважению среди евреев и людей всех вероисповеданий». В отличие от Музея толерантности Лос-Анджелеса, Музей толерантности в Иерусалиме не будет заниматься Холокостом, поскольку Яд ва-Шем в Иерусалиме уже посвящён этой цели.
Ещё одна цель Музея — возродить центр города как место проведения театральных и музыкальных представлений, конгрессов, фестивалей еды и вина, детских мероприятий и художественных мастер-классов.

## Проектирование и строительство
Первым архитектором, нанятым для проекта, был израильский архитектор Офер Колкер, прежде чем проект был передан Фрэнку Гери. Затем центр был перепроектирован в более скромном масштабе израильскими архитекторами Брахой и Михаэлем Хютиными, которые отказались от проекта якобы из-за «коммерческого спора». Права на их дизайн принадлежат Центру Симона Визенталя, который поручил завершение проекта гонконгской архитектурной фирме Aedas в сотрудничестве с архитектурным бюро Игаля Леви в Иерусалиме.
Губернатор Калифорнии Арнольд Шварценеггер был приглашён на церемонию закладки фундамента 30 апреля 2004 года. Частичное открытие было запланировано на 2022 год, а завершение строительства двух музейных экспонатов запланировано позже.
Два верхних этажа здания соединены «плавающей лестницей» с окнами от пола до потолка, выходящими на юг, на Парк Независимости. Стекло покрыто точками разного типа, чтобы минимизировать тепло и солнечное излучение.

### Споры
Проект подвергся критике за то, что он не затрагивает проблемы оккупации, дискриминации и прав человека, что привело к тому, что его воспринимают как институт правого толка.
Сторонники создания центра, в том числе бывший мэр Иерусалима Ури Луполянский, утверждают, что он привлечёт в город туристов, в то время как оппоненты (исключая возражения по поводу мусульманских могил) утверждают, что это отвлечёт внимание от традиционной архитектуры соседних улиц и города в целом. Бывший заместитель мэра Иерусалима Мерон Бенвенисти возражал против «геометрических форм музея, которые не могут быть столь диссонирующими с окружающей средой, в которую планируется поместить этот чуждый объект». Другие возражения связаны с урбанизмом и утверждением, что центральные места города менее подходят для проведения конгрессов и «ярких мероприятий».
Часть музея заходит на кладбище Мамила, созданное во времена крестовых походов; на нём находятся могилы исламских деятелей, а также несколько гробниц мамлюков. Его характеризуют как «самое большое и важное мусульманское кладбище во всей Палестине». Оно использовалось как место захоронения до 1927 года, когда Верховный мусульманский совет решил сохранить его как историческое место. После арабо-израильской войны 1948 года кладбище и другие объекты вакфа в Западном Иерусалиме перешли под контроль израильских правительственных органов.
Суды несколько раз останавливали строительство, прежде было дано разрешение продолжить. После того, как разногласия по поводу местоположения Музея на части земли захоронения достигли апогея, строительство музея было заморожено постановлением Верховного суда, вынесенным в феврале 2006 года. В ноябре 2008 года Верховный суд Израиля разрешил продолжить строительство, отметив, что этот угол кладбища был превращён в автостоянку «ещё в 1960-х годах» и что Иерусалим был заселён примерно 4000 лет назад, и многие древние места были застроены. Это решение вызвало критику со стороны многих палестинцев, мусульман по всему миру, а также некоторых израильских и американских евреев.
Группы, инициировавшие судебный иск, проходили посредничество с представителями Центра Симона Визенталя. Посредником выступил бывший председатель Верховного суда Меир Шамгар.
Музей толерантности обвинили в сокрытии многоцелевого назначения центра как конференц-центра и культурного центра в дополнение к музею, для чего он и был зонирован. Тем не менее, Музей утверждает, что диапазон использования был ясен с самого начала.